# 上口龍生
上口 龍生（かみぐち りゅうせい、1969年1月2日 - ）は、日本のマジシャン。
プリンセス・テンコー（二代目引田天功）によるプロデュース『東京魔術団』のリーダーとしても活躍した。

## 受賞
- UGM主催　第2回ワールドマジックサミットJAPAN優勝
- 第3回なにわのマジックコンベンション　ステージ部門第1位
- （社）日本奇術協会　ハイクオリティパフォーマンス賞　他多数受賞

## メディア出演

### テレビ
- フジテレビ「欽也のTVフランス座」
- テレビ朝日「とことん好奇心」
- 日本テレビ「ダウンタウンDX」
- TBS「コロンブスのゆでたまご」
- TBS「熱帯シナモンズ」
- TBS「しあわせ家族計画」
- テレビ朝日「ま、いっか」
- 日本テレビ「NNNニュースプラス1」
- テレビ東京「ナビゲーター21」
- 新潟上越ケーブルテレビ「満足度120%上越こだわり商店街道」レギュラー
- 日本テレビ「全国女子アナ汗と涙のかくし芸」
- NHK BS2「ばらえ亭JAPAN」
- BS 日テレ「Additional Square」
- CX「爆笑おすピー問題」
- ヒストリーチャンネル「日本マジック史」
- 日本テレビ「くりびつ仰天TV」
- フジテレビ「爆笑そっくりものまね紅白歌合戦スペシャル」（2010年1月5日）

### 書籍・新聞
- 週刊宝石　乾貴美子の「劇場で会いまショー」
- 「3年の学習」
- 東京新聞「言いたい放談」
- 白夜書房　笑芸人Vol.7
- 日刊ゲンダイ週末特別版マジシャン特集
- リクルート HOT PEPPER
- 読売新聞ぴーぷる
- 日本放送出版「英語であそぼ」連載
- TOKYO一週間
- ベネッセコーポレーション進研ゼミ小学講座「チャレンジ2年生はてな？はっけんブック」

### その他
- J-WAVE「TOKIO TODAY」
- 荻野憲之監督映画「M:M7」
- サザンオールスターズPV「マンPのG☆SPOT」
- 映画「-1ロドリゲスの運命」
- TOSHIKI×ジョニーのやってみるか!（あっ!とおどろく放送局）

## 著書
- マジック絵本『ふしぎだいすき』（晩成書房、2000年）
- キミにもできる！『マジックの必殺技』（ポプラ社、2003年）